# 布恩維爾 (加利福尼亞州)
布恩維爾（英語：Boonville）是位於美國加利福尼亞州門多西諾縣的一個人口普查指定地區。

## 地理
布恩維爾的座標為39°00′33″N 123°21′58″W / 39.00917°N 123.36611°W，而該地最高點為海拔高度116米（即381英尺）。

## 人口
根據2010年美國人口普查的數據，布恩維爾的面積為14.36平方千米，當中陸地面積為14.36平方千米，而水域面積為0.00平方千米。當地共有人口1035人，而人口密度為每平方千米72人。